# 長岡技術科學大學
長岡技術科學大學，是位於日本新潟縣的一所國立大學。一般簡稱技大或技科大。

## 簡介
1976年設立，是日本僅有的兩所技術科學大學之一，其特色是有80%的學生是來自於高等專門學校。
該校特別重視學生的實作經驗，於大學第四學年設有長約五個月的「實務訓練」，將學生派遣至國內及海外的各企業進行現場實習。

## 沿革
- 1974年 決定在長岡市設立技術科學大學院（暫定名稱）。
- 1976年 宣佈設立長岡技術科學大學，同年十月一日開學。
- 1978年 舉行第一屆入學式。
- 1989年 工學部設置生物機能工學課程。
- 1994年 工學部設置環境系統工學課程。
- 2000年 機械系統工學課程及創造設計工學課程改組為「機械創造工學課程」，電氣、電子系統工學課程及電子機器工學課程改組為「電氣電子資訊工學課程」，設置經營資訊系統工學課程。
- 2004年 伴隨國立大學的改組，設立國立大學法人長岡技術科學大學。
- 2006年 工學研究科設置「生物統合工學專攻」，專門職大學院技術經營研究科設置「系統安全專攻」。
- 2012年 工學院研究科設置「核能系統安全工學專攻」。

## 工學部
- 機械創造工學課程
- 電氣電子資訊工學課程
- 材料開發工學課程
- 建設工學課程
- 環境系統工學課程
- 生物機能工學課程
- 經營資訊系統工學課程

## 大學院工學研究科
碩士課程
- 機械創造工學專攻
- 電氣電子資訊工學專攻
- 材料開發工學專攻
- 建設工學專攻
- 環境系統工學專攻
- 生物機能工學專攻
- 經營資訊系統工學專攻
- 核能系統安全工學專攻

博士後期課程
- 資訊、控制工學專攻
- 材料工學專攻
- 能源、環境工學專攻
- 生物統合工學專攻

## 專門職大學院技術經營研究科
專門職學位課程
- 系統安全專攻

## 關連項目
- 豐橋技術科學大學

## 外部連結
（日語）長岡技術科學大學 （页面存档备份，存于）